# Gastre (Chubut)
Gastre est une localité d'Argentine, chef-lieu du département de Gastre, au nord-ouest de la province de Chubut. 

Elle se trouve sur la route provinciale RP 4.

## Toponymie
Le nom de Gastre dérive d'un terme tehuelche, Gástrrek qui désigne un arbuste répandu dans la région (leña-piedra). Les aborigènes consommaient sa racine amollie dans de la graisse ou de l'eau.

## L'arroyo Gastre
La petite ville se trouve sur la rive droite de l'arroyo Gastre qui pourvoit aux besoins en eau de la zone, malgré de très faibles précipitations (moins de 200 mm annuellement en moyenne. L'arroyo Gastre, né au nord de la ville dans la Sierra Lonco Trapial est le principal tributaire du lac Taquetrén situé 35 kilomètres au sud-sud-ouest de la ville.

## Population
La localité comptait 557 habitants en 2001, en hausse de 25,45 % par rapport aux 444 personnes recensées en 1991.

## Économie
- L'élevage extensif des ovins est l'activité prédominante de la région.
- Les ressources minières sont importantes : plomb, argent, zinc, cuivre et or. Dans la Mina Angela, on exploite du minerai de galène, d'or et d'argent.